# Holtak napja (film, 2008)
Holtak napja (Day of the Dead) az 1985-ös George A. Romero által rendezett A holtak napja című klasszikus  horrorfilmnek az újrafeldolgozása. A filmet Steve Miner rendezte, akinek nevéhez több horrorfilm is fűződik. Korábban a  Péntek 13 – II. részét és a Péntek 13 – III. részét is ő rendezte. A film főbb szerepeiben Mena Suvari, Ving Rhames és Nick Cannon látható. A film legtöbb jelenetét Bulgáriában forgatták le, de az utómunkálatokat Los Angelesben készítették.

## Cselekmény

A zombivá vált Rhodes százados

A történet egy csendes coloradói kisvárosban Leadvilleben játszódik. A hadsereg 24 órára lezárja a kisvárosból kivezető utakat, a parancs szerint senki sem hagyhatja el a várost. A kisváros lakóinak azt mondják, hogy csak gyakorlatoznak, a helyiek elég nyugtalanok és sokan szeretnék elhagyni a várost köztük Mr. Leitner és családja, akik a beteg fiúkat szeretnék kórházba vinni. A hadsereg visszafordítja őket és azt tanácsolják, hogy a helyi kórházba vigyék a gyereküket. Az erdő melletti kis házban fiatalok szórakoznak. Közülük Kyle orra vérezni kezd, de nem tulajdonítanak neki nagyobb jelentőséget. Trevor, Nina és Kyle kocsival indulnak vissza a városba. Kyle barátnője úgy dönt, hogy Ő gyalog megy vissza, ami utólag végzetes hibának bizonyul, ugyanis az erdőben egy fehér köpenyes zombi támadja meg, és megöli.
A város lezárásában Cross tizedes is részt vesz,  aki helyi lakos, az öccsével Trevorral  és az édesanyjával lakik a városban. Az esetlen újonc Bud közlegénnyel elmennek megkeresni Sarah édesanyját, aki szintén beteg. Hazaérve Trevort és Ninát együtt találja, majd lehordja az öccsét, hogy nem törődik az anyjával. Nina elmondja, hogy Kyle is nagyon betegnek nézett ki, ezért Sarah és Bud elmegy Kylék házába, ahol a fiú szüleit vérben úszva holtan találják. Visszamennek az anyjáért és beviszik a helyi kórházba, ahol olyan sok beteg van,  hogy túlzsúfolttá vált a kórház. Rhodes százados már várja Saraht és egy orvoshoz Dr. Loganhez küldi, aki a holttestek felől érdeklődik. Dr. Logan elmondja, hogy a vírus levegőben terjed. Eközben a kórházban Nina és Trevor megnézik Nina apját hogy rendben van-e. De Nina apja átváltozik zombivá és megtámadja a lány anyját, a két fiatal kimenekül a szobából, de a kórházi váróban már többen átváltoztak zombivá, így elszabadul a pokol a kórházban. Az utcán is zombik serege tűnik fel akik az egészséges embereket támadják meg. A kórházban Sarah, Dr. Logan és Bud éppen hogy be tud zárkózni a raktárba, de Rhodes századosnak már nem sikerül időben beérnie így Őt széttépik a zombik.
Nina és Trevor kimenekül a kórházból és a helyi rádióállomásra menekülnek, ahol Paul a DJ nem akarja beengedni őket, de később mégis beengedi őket, mert nem tűnnek betegnek. A rádió épületében rejtőzött el Mr. és Mrs. Leitner is, akiknek időközben már meghalt a kisfiúk. Sarahék a szellőzőn keresztül eljutnak abba a helyiségbe ahol Rhodes százados holtteste fekszik. Elveszik a kocsi kulcsát, mert  a meneküléshez szükségük van egy járműre. Itt találkoznak Salazarral, aki elbújt a szekrényben és így menekült meg. Visszaindulnak a szellőzőn keresztül, de a halottnak hit Rhodes százados zombivá változik, és bár a lábát lerágták a zombik, de még sikerül megkapaszkodnia Sarah lábában és bemászik a szellőzőbe. Rhodes üldözésbe veszi Sarahékat, de nem tudja utolérni őket, még időben visszaérnek a raktárba. Bud még éppen időben helyezi vissza a szellőzőrácsot bár az ujját megharapta Rhodes százados. Salazar le akarja lőni Budot, de a többiek nem engedik, mert csak kisebb karcolásnak tűnik, és azonnal fertőtlenítik. Végül életben hagyják és négyen törnek ki a kórházból, pár pisztollyal és az alkalmilag készített fegyvereikkel szembeszállnak a parkolóban található zombikkal. Dr. Logan cserbenhagyja társait és egyedül menekül el a terepjárójával. Sarahéknak sikerül eljutni Rhodes százados terepjárójáig amivel sikerül elmenekülniük.
A rádióállomáson Trevor segítséget kér a rádión keresztül. Nina a szemetesvödörben véres zsebkendőt talál, és megkérdezi, hogy kinek vérzett az orra. De mindenki a másikat gyanúsítja, és senki sem vállalja magára. Nina kést szegez a három emberre, hogy kiderítse ki a fertőzött. Paul nem válaszol, csak meredten néz maga elé, majd átváltozik zombivá, de Nina még időben fejbe szúrja egy késsel. Sarahék egy fegyverboltban fegyvert szereznek, de mivel Bud egyre rosszabbul néz ki, ezért Őt megkötözik és a kocsiban hagyják. Visszatérve a kocsiba Bud átváltozott zombivá, de különbözik a többi zombitól, Ő csak külsőleg hasonlít a zombikra, belsőleg megmaradt valamennyi az emberi személyiségéből. Bud nem akar emberekre támadni, sőt valamilyen szinten megérti amit Sarahék mondanak neki, ezért nem ölik meg. Sarah szerint azért nem változott át, mert Bud vegetáriánus volt emberként, és emiatt zombiként sem kívánja a húst. A kocsiban felfigyelnek a rádióra melyben Trevor kér segítséget ezért a rádióállomáshoz sietnek. Ott találják az anyjukat,  aki szintén zombivá vált, ezért Sarah megöli mielőtt még rátámadna az öccsére. A rádióhoz érve felveszik Trevorékat, de Nina még felszalad, hogy szóljon Mr. Leitneréknek. Az emeletre felérve a férfit holtan találja, és a zombivá változott felesége Ninára támad. Trevor segítségével legyőzik a nőt és csatlakoznak Sarahékhoz.
A kis csapat megpróbálja elhagyni a várost. A várost lezáró kordonhoz érve azt tapasztalják, hogy a katonák is zombivá váltak, és fegyvereikkel Salazarékra lőnek, így kénytelenek visszafordulni. Trevornak eszébe jut, hogyha a tó felé vezető úton haladnak és levágják az utat akkor eljuthatnak a szomszéd városba. Az úton a zombivá vált Kyle ugrik a kocsijukra akit sikerül megölniük, de a kocsijukkal neki mennek egy fának, így gyalog kell az útjukat folytatni. Salazar javasolja, hogy bújjanak el az elhagyott Nike gyárba, ami a múltban rakétasilóként üzemelt. Az üzem üresnek tűnik, de mikor belépnek zombik támadnak rájuk. Bud figyelmezteti őket és a segítségével megmenekülnek, de a kavarodásban elveszítik Budot. Az üzemben újra összefutnak Dr. Logannel, aki épp iratokat semmisít meg. Sarahék kifaggatják,  aki végül  elárulja, hogy a "Futótűz" projekten dolgoztak az itteni tudósok. Találnak egy videót melyben az utolsó élő tudós elmondja, hogy a kísérlet kicsúszott a kezükből és mindenki zombivá vált, majd a kamera előtt Ő maga is zombivá válik. Dr. Logan elhárítja magáról a felelősséget, Ő nem érzi magát felelősnek, annak ellenére hogy Ő irányította a programot Washingtonból. A program célja az volt hogy az ellenséges katonákat 6-8 órára harcképtelenné tegye, hogy így ember életeket mentsenek. De a vírus mutálódott és elszabadult. A kis csapat ki akar jutni, ezért a siló kijáratát keresik.
Dr. Logant elkapja Dr. Engel, aki a tudós csoport vezetője volt, és jelenleg a zombik csoportját irányítja. A túlélők kétfelé válnak, hogy hamarabb megtalálják a kijáratot. Sarahék egy zombi csoporttal futnak össze és Salazart elkapják és megölik. Sarahék csapdát állítanak a zombiknak, amikor elkészülnek vele Sarah elmegy,  hogy idecsalja a zombikat. De Dr. Engel elkapja Sarahát, szerencséjére nincs messze a zombi Bud, aki pisztolyával rálő Dr. Engelre  és így megmenti a lány életét. Bud nagy árat fizet ezért a tettért, mert Dr. Engel rátámad Budra és leszedi a fejét. Sarahát üldözőbe veszik a zombik, de mikor Sarah beér a szobába Trevorék meggyújtják a talált rakéta üzemanyagot, ami az összes zombit elégeti. Sarahék megmenekülnek. Úton vannak a kocsijukkal és már világosodik, amikor rádióban egy közleményt olvasnak be, melyben közlik hogy a Leadville-i influenzavírust sikerült megfékezni a hadseregnek és hamarosan helyre áll a rend.

## Szereplők
| Szereplő            | Színész          | Magyar szinkron     |
| ------------------- | ---------------- | ------------------- |
| Sarah Cross tizedes | Mena Suvari      | Solecki Janka       |
| Rhodes százados     | Ving Rhames      | Varga Tamás         |
| Salazar             | Nick Cannon      | Barabás Kiss Zoltán |
| Trevor Bowman       | Michael Welch    | Markovics Tamás     |
| Nina                | AnnaLynne McCord | Bogdányi Titanilla  |
| Bud Crain           | Stark Sands      | Seder Gábor         |
| Doktor Logan        | Matt Rippy       | Széles Tamás        |
| Tudós               | Pat Kilbane      |                     |
| Helyi lány          | Taylor Hoover    |                     |
| Mrs. Leitner        | Christa Campbell | Agócs Judit         |
| Paul a rádiós       | Ian McNeice      | Kajtár Róbert       |
| Mr. Leitner         | Robert Rais      |                     |
| Mr. Noble           | Michael McCoy    |                     |
| Mrs. Noble          | Laura Giosh      |                     |
| Kyle                | Hugh Skinner     | Túri Bálint         |

## Érdekességek
- Ving Rhames nem csak ebben a filmben szerepelt,  hanem a korábbi Holtak hajnala című film remakejében is.
- Brian La Rosa  ebben a filmben egy zombit alakít, de játszott a 2006-os Az élőholtak éjszakája 3D című filmben is.
- Jeffrey Reddick a film forgatókönyvírója is eljátszott egy cameoszerepet a filmben, egy zombit alakított.
- A zombik fejlődésen estek át a Holtak remakek trilógiában. A sorozat első részében, Az élőhalottak éjszakájában a zombiknak csak primitív gondolkodásuk volt, ösztönösen mozogtak és nem tudtak csapatként együttműködni. A mozgásuk is lassú volt,  gyakorlatilag el lehetett sétálni mellettük. A következő filmben, a Holtak hajnalában már megmutatkozott az első jele hogy több zombi közösen össze tud fogni, és tőrbe tudják csalni az áldozataikat. A zombik képesek voltak futni és sokszor ugyanolyan gyorsak voltak mint az emberek. A Holtak napjában a zombiknak volt egy vezetője Dr. Engel akinek engedelmeskedtek és közösen csapdába csalták Sarah Cross tizedest. Trevorék édesanyja képes volt felismerni fia hangját a rádióban, és ez alapján ment a rádió épülete elé. A mozgásuk viszont sokkal dinamikusabb mint az embereké, több méter magasra is képesek felugrani és úgy tudnak a plafonon mászni mint a pók.
- A filmtörténetben először jelent meg olyan zombi aki vegetáriánus volt, és nem támadt az emberekre.

## Filmzene
- "Coolest Boy On Earth"

Írta: Jordan Galland 

Előadja: Domino
- "Stop, I'm Already Dead"

Írta: Dax Riggs 

Előadja: Deadboy & The Elephantmen
- "Worldwide"

Írta: D. Difonzo, Scott P. Schreer 

Előadja: Freeplaymusic
- "Out Here All Night"

Írta: David Dustin Hengst, Noelle Marie LeBlanc, Michael Boucher Vasquez, Michael D. Woods 

Előadja: Damone
- "The Cheese"

Írta: Tom Mesmer 

Előadja: Soho Vamp
- "Marijuana"

Írta: Matthew Goodman 

Előadja: Soccermom